# Телави, Вилли
Вилли Телави (Willy Telavi) — премьер-министр Тувалу с 2010 по 2013 год.
Родом с острова Нанумеа. В 1999 году получил диплом юриста в Южнотихоокеанском университете. В начале 2000-х годов получил степень магистра по международному менеджменту в Университете Северной территории (Австралия). В мае 1993 года поступил на службу в полицию Тувалу, став впоследствии комиссаром.
В 2006 году был избран от острова Нанумеа в парламент Тувалу. В правительстве премьер-министра Аписаи Иелемиа занял пост министра внутренних дел.
После проведения парламентских выборов 2010 года сохранил своё место в парламенте и вновь был назначен министром внутренних дел, но уже в кабинете премьер-министра Маатиа Тоафа. Во время своего нахождения на посту Телави обращал большое внимание развитию отдалённых островов страны, считая, что в прошлом центральное правительство больше занималось национальным развитием, нежели развитием самих островов.
В декабре 2010 года примкнул к оппозиции. Благодаря его голосу 21 декабря 2010 года ей удалось вынести вотум недоверия Тоафа: за отставку правительства проголосовало 8 из 15 членов парламента.
24 декабря 2010 года был избран новым премьер-министром страны.
Под премьерство Телави Тувалу стали в ноябре 2011 года одним из основателей Полинезийской группы лидеров: региональные группы намерены сотрудничать по целому ряду вопросов, включая культуру и язык, образование, реагированию на изменение климата, а также торговли и инвестиций, готовят с участием международных консультантов политические и экономические программы по адаптации государства в мировую современную систему.
Активно развивает отношения с Абхазией, Россией и Европейским Союзом. Тувалу — член ООН и член совета стран Британского содружества.
1 августа 2013 года премьер-министр Тувалу Вилли Телави был отстранен от власти генерал-губернатором Иакоба Италели. Исполняющим обязанности премьер-министра назначен Энеле Сопоага.